# Национальная ассоциация поддержки действий генерала де Голля
Национальная ассоциация поддержки действий генерала де Голля (фр. L’Association nationale pour le soutien de l’action du général de Gaulle) — французская массовая организация сторонников Шарля де Голля. Создана при возвращении де Голля к власти и установлении Пятой республики. Возглавляли ассоциацию лично связанные с генералом ветераны Сопротивления. Ассоциация распространяла идеи голлизма, активно участвовала в политической борьбе на стороне президента де Голля. Сыграла важную роль в антикоммунистическом противостоянии «Красного мая 1968». После отставки и кончины генерала оставалась оплотом ортодоксально-голлистской идеологии. Была преобразована в организацию «Действие и верность», затем в Институт и Фонд Шарля де Голля.

## Создание
В мае 1958 Францию охватил острый политический кризис. Крайне правые националисты требовали наведения порядка, усиления государственной власти, удержания Французского Алжира. Генералы Жак Массю и Рауль Салан возглавили военный мятеж. Многие французы выступали за наделение главы государства с чрезвычайными полномочиями. Кандидатура была очевидна: генерал Шарль де Голль.
Быстро формировалась инфраструктура политической поддержки де Голля. В Париже его сторонники собирались на улице Сольферино, 5 — прежде по этому адресу располагалась штаб-квартира Объединения французского народа (RFP). Ближайшие соратники генерала Жак Фоккар и Пьер Лефран решили скоординировать массовое движение через структурированную организацию.
16 мая 1958 возникла Национальная ассоциация обращения к генералу де Голлю об уважении к республиканской законности. Название создавало аллюзии, связанные с речью 18 июня 1940. Термин «республиканская законность» предполагал не только правовое государство и президентское правление, но и сохранение французского суверенитета над Алжиром. 25 мая 1958 собрание активистов на Сольферино, 5 утвердило устав, зарегистрированный 28 мая.
Было изменено название: Национальная ассоциация поддержки действий генерала де Голля. Члены Ассоциации не сомневались в прочной республиканской законности под руководством де Голля и объединялись для постоянной поддержки генерала, а не для разового обращения. Использовалось сокращённое название Национальная ассоциация (AN). Устав определял Ассоциацию как «широкий союз людей доброй воли, отвергающих насилие и беззаконие, воодушевлённых стремлением, чтобы генерал де Голль возглавил правительство республики». Изначально Ассоциация строилась не только на идеологии голлизма, но и на личной верности де Голлю — олицетворению республиканского патриотизма и традиционных ценностей.
1 июня 1958 Шарль де Голль был утверждён премьер-министром и министром обороны. AN приветствовала это решение.

## Кадры и идеи

### Руководство
Первоначально в президенты (председатели) Ассоциации планировался Кристиан Фуше, но он отказался от этой должности. Главой AN стал Бернар Дюперье — ветеран Сопротивления, прославленный военный лётчик. Вскоре его сменил Анри Горс-Франклен, антинацистский подпольщик и военный разведчик. Но реальное руководство с самого начала осуществлял Пьер Лефран — боец Сопротивления, офицер BCRA, потом активист RPF, доверенный советник де Голля. К концу года Лефран официально возглавил Ассоциацию.
Вице-президентами стали Пьер Буржуэн, Жан Сентени и Пьер Руэ, генеральным секретарём — Роже Моранж, его заместителем — Мишель Буше, казначеем — Эмиль Фокено. Все они прошли Вторую мировую войну в рядах Сражающейся Франции.

### Массовая база
Кадровый костяк Ассоциации составили ветераны Сражающейся Франции, Свободных французских сил и бывшие члены RPF. По социальному положению большинство членов AN представляли средний класс — ремесленники, торговцы, самозанятые. Многие другие были наёмными рабочими, часто водителями и поварами. Лица гуманитарных профессий встречались значительно реже. Более половины активистов прежде не состояли в политических партиях, почти 40 % были членами голлистского RPF, 10 % — выходцами из Демократического и социалистического союза сопротивления, СФИО, Народно-республиканского движения. Географически AN была наиболее популярна в южных и восточных департаментах, реже в центре и на севере. В этих регионах обычно преобладали мелкие и средние производства, сфера услуг, строительный кластер, транспорт; реже индустрия и сельское хозяйство.
К концу 1958 в Ассоциации состояли 120 тысяч индивидуальных членов. Значительно меньше, чем в прежней RPF, но значительно больше, чем в созданной тогда же партии Союз за новую республику (ЮНР). В Ассоциацию коллективно вступали ветеранские, молодёжные, профсоюзные, гражданско-политические организации голлистского толка. Численность ветеранских союзов, примкнувших к AN, превышала 180 тысяч человек. В рабочем движении наибольший отклик был найден в корпоративистских профсоюзах, прежде всего на предприятиях автопрома, которые вскоре стали оплотом Французской конфедерации труда.
В начале 1960-х произошёл резкий спад. На февраль 1963 индивидуальное членство в AN составляло всего 3725 человек (из них треть в Парижском регионе). Это было связано, помимо прочего с Алжирским кризисом — многие сторонники отошли от де Голля из-за предоставления независимости Алжиру. В 1965—1966 количество выросло до 10 тысяч, но к концу 1970-х снизилось примерно до тысячи.

### Доктрина и программа
Идеологически Ассоциация стояла на позициях правого голлизма — причём ортодоксального и консервативного «голлизма порядка». Но традиционные ценности национал-патриотизма и консерватизма, закона, семьи и собственности, культ Генерала и военной истории прочно соединялись с республиканским наследием ВФР. На этих позициях стоял Пьер Лефран и подавляющее большинство членов AN.
Важное место в доктрине AN программе занимал жёсткий антикоммунизм; ФКП и любые марксистские структуры рассматривалась как тоталитарная и антинациональная сила, подобная военному коллаборационизму. Но существовал в AN и своеобразный левый фланг — Республиканский комитет (лидер — Жан Сентени) и Рабочий комитет (лидер — профсоюзный деятель Ивон Моранда).

## Политическая активность
Ассоциация активно агитировала за установление Пятой республики на конституционном референдуме 1958 и за кандидатуру де Голля на президентских выборах. Был сформирован эффективный корпус агитаторов. Мобилизована система родственных, дружеских, рабочих, приятельских связей активистов. Повсеместно распространялись плакаты с изображением Марианны и Генерала. В обществе на всех уровнях складывалась атмосфера голлистского доминирования, что и являлось основной задачей AN. Деятельность Ассоциации приобрела такие масштабы, что президент де Голль не только выражал благодарность, но и просил снизить активность — дабы не подменять государственные институты.
Электоральный цикл 1958, парламентские выборы 1962, референдумы по независимости Алжира в 1961 и в апреле 1962, референдум о всеобщих выборах президента в октябре 1962 также проходили при активном участии организационного и пропагандистского аппарата AN. Особое значение имели президентские выборы 1965 — первое избрание главы государства всеобщим прямым голосованием.
Такие противники, как либерал Жан Леканюэ и социалист Франсуа Миттеран, были сильными противниками даже для де Голля. «Левая мобилизация» сторонников Миттерана, броский «американский стиль» кампании Леканюэ создавали серьёзные проблемы предвыборному штабу де Голля, во главе которого стоял Лефран. Сам генерал в силу бытового консерватизма не желал использовать популистские приёмы. Упор был сделан на традиционализм, патриотизм, ценности стабильного развития, лозунг «Доверьтесь де Голлю». Большой успех имел плакат AN с изображением семилетней девочки, протягивающей руку Генералу. Значительный отрыв де Голля в первом туре и убедительная победа во втором рассматривались как крупное достижение AN.
Штаб-квартира AN располагалась в знаменитой «пятёрке» — на Сольферино, 5. В том же здании базировалась SAC — Служба гражданского действия. Это была ключевая структура голлизма, но иного типа — предприятие охраны и безопасности, «параллельная полиция» и своеобразный «голлистско-антикоммунистический орден». Президентами SAC были партийный силовик Пьер Дебизе и начальник личной охраны де Голля Поль Комити, но высшее руководство Службой осуществлял Жак Фоккар — главный стратег и организатор французских правых сил. Идеи и цели AN и SAC были едины, но между организациями возникла серьёзная конкуренция. Лефран и Фоккар конкурировали и в личном качестве. Оба принадлежали к ведущим «баронам голлизма»; Лефран был начальником кабинета и советником президента де Голля, руководителем SOFIRAD, Фоккар — президентским секретарём по делам Африки и Мадагаскара. Но Лефран занимался публичной политикой, тогда как Фоккар отдавал приоритет тайным операциям.
Сложно складывались отношения AN с голлистскими парламентскими партиями — ЮНР, потом Союзом демократов в поддержку республики (ЮДР) и Объединением в поддержку республики (ОПР). Лефран и его соратники не принимали положения «младших братьев» при партийных депутатах, считали свою общественную организацию более значимой для голлизма. На этой почве возникали конфликты с Жаком Сустелем, Роже Фреем, Жаком Шабан-Дельмасом.
Ассоциация сыграла важную роль в 1968, в противостоянии леворадикальным движениям «Красного мая». Пьер Лефран организовал встречу лидеров голлистских движений. AN приняла на себя координацию голлистких публичных выступлений под антикоммунистическими лозунгами. По инициативе AN были созданы Комитеты защиты республики, поднимавшие на стороне де Голля прежде аполитичное «молчаливое большинство». Лефран стал одним из главных организаторов (наряду с Фоккаром и Дебизе) массовой голлистской демонстрации 30 мая.
Деятели Ассоциации были против назначения референдума по реформе сената в 1969. Большинство избирателей проголосовали против, после чего президент де Голль подал в отставку. В новых условиях организация сменила название: Ассоциация верности генералу де Голлю. 9 ноября 1970 Шарль де Голль скончался. Ассоциация приняла новое название Действие и верность, но обычно продолжало использоваться традиционное наименование.

## После де Голля
Новый президент Жорж Помпиду не пользовался доверием ортодоксальных голлистов. Пьер Лефран пытался убедить Мишеля Дебре баллотироваться на президентских выборах против Помпиду. Обострились и противоречия между Лефраном и Фоккаром. AN настояла на выселении SAC из офиса на Сольферино, 5. Всё это привело к жёсткому определению Фоккара: «Лефран стал противником».
После смерти Помпиду, на выборах 1974, Лефран от имени AN поддерживал кандидата ЮДР Жака Шабан-Дельмаса. Однако Шабан-Дельмас получил около 15 % голосов и занял третье место — победу одержал либерал Валери Жискар д’Эстен. На выборах 1981 Лефран выступал за Мишеля Дебре, хотя официальным голлистским кандидатом являлся Жак Ширак. Дебре набрал немногим более полутора процентов — избран был Франсуа Миттеран. Отношения с Шираком и ОПР у Лефрана и AN не сложились. Лефран резко критиковал Ширака за отход от заветов де Голля, особенно в плане суверенитета Франции в международной политике. Называл ОПР «ответвлением Уолл-стрита» и «оплотом Пентагона». Голлистская ортодоксальность Лефрана характеризовалась как «уединение на идеологическом Авентине».
В 1971 Пьер Лефран и его племянник Оливье Жермен-Тома учредили Институт Шарля де Голля. Первым президентом которого стал Андре Мальро, в этой должности побывали Гастон Палевски, Пьер Мессмер, Мишель Дебре, Ив Гена. Институт просуществовал до 2006. С 1991 работает Фонд Шарля де Голля, субсидируемый государством. В разные период президентами Фонда являлись Пьер Мессмер, Ив Гена, Пьер Лефран,Жак Годфрен, с 2018 — Эрве Гаймар. Деятельность Института и Фонда рассматривается как продолжение Ассоциации.